# Darwinhydrus
Darwinhydrus là một chi bọ cánh cứng trong họ Dytiscidae.
Chi này được Sharp miêu tả khoa học năm 1882.

## Các loài
Chi này gồm các loài:
- Darwinhydrus solidus Sharp, 1882